# Euclysia maculata
Euclysia maculata là một loài bướm đêm trong họ Geometridae.